# Tekes
Tekes (tiếng Trung: 特克斯县; bính âm: Tèkèsī Xiàn, Hán Việt: Đặc Khắc Tư huyện; Uyghur:  تېكەس ناھىيىسى ‎, UPNY:  Tekəs Nah̡iyisi ?) là một huyện của Châu tự trị dân tộc Kazakh - Ili (Y Lê), khu tự trị Tân Cương, Trung Quốc.
Trung tâm huyện được Khâu Xứ Cơ, đạo sĩ nổi tiếng của Toàn Chân giáo, thiết kế theo sơ đồ bát quái từ thời Nam Tống với tác dụng chống lũ.

## Hành chính

### Trấn
- Tekes (特克斯镇)

### Hương
- Khoa Khắc Tô (科克苏乡)
- Tề Lặc Ô Trạch Khắc (齐勒乌泽克乡)
- Kiều Lạp Khắc Thiết Nhiệt Khắc (乔拉克铁热克乡)
- Khách Lạp Đạt Lạp (喀拉达拉乡)
- Khách Lạp Thác Hải (喀拉托海乡)

### Hương dân tộc
- Hương dân tộc Mông Cổ - Hô Cát Nhĩ Đặc (呼吉尔特蒙古族乡)
- Hương dân tộc Kyrgyz - Khoát Khắc Thiết Nhiệt Khắc (阔克铁热克柯尔克孜族乡)

## Khí hậu
| Dữ liệu khí hậu của Tekes (1981−2010)   | Dữ liệu khí hậu của Tekes (1981−2010) | Dữ liệu khí hậu của Tekes (1981−2010) | Dữ liệu khí hậu của Tekes (1981−2010) | Dữ liệu khí hậu của Tekes (1981−2010) | Dữ liệu khí hậu của Tekes (1981−2010) | Dữ liệu khí hậu của Tekes (1981−2010) | Dữ liệu khí hậu của Tekes (1981−2010) | Dữ liệu khí hậu của Tekes (1981−2010) | Dữ liệu khí hậu của Tekes (1981−2010) | Dữ liệu khí hậu của Tekes (1981−2010) | Dữ liệu khí hậu của Tekes (1981−2010) | Dữ liệu khí hậu của Tekes (1981−2010) | Dữ liệu khí hậu của Tekes (1981−2010) |
| Tháng                                   | 1                                     | 2                                     | 3                                     | 4                                     | 5                                     | 6                                     | 7                                     | 8                                     | 9                                     | 10                                    | 11                                    | 12                                    | Năm                                   |
| --------------------------------------- | ------------------------------------- | ------------------------------------- | ------------------------------------- | ------------------------------------- | ------------------------------------- | ------------------------------------- | ------------------------------------- | ------------------------------------- | ------------------------------------- | ------------------------------------- | ------------------------------------- | ------------------------------------- | ------------------------------------- |
| Trung bình ngày tối đa °C (°F)          | −3.1 (26.4)                           | 0.0 (32.0)                            | 7.6 (45.7)                            | 17.2 (63.0)                           | 21.5 (70.7)                           | 24.7 (76.5)                           | 26.8 (80.2)                           | 27.1 (80.8)                           | 23.0 (73.4)                           | 15.4 (59.7)                           | 6.9 (44.4)                            | −0.7 (30.7)                           | 13.9 (57.0)                           |
| Tối thiểu trung bình ngày °C (°F)       | −14.6 (5.7)                           | −11.9 (10.6)                          | −4.0 (24.8)                           | 3.1 (37.6)                            | 7.7 (45.9)                            | 10.8 (51.4)                           | 12.4 (54.3)                           | 11.4 (52.5)                           | 7.0 (44.6)                            | 1.2 (34.2)                            | −4.5 (23.9)                           | −11.3 (11.7)                          | 0.6 (33.1)                            |
| Lượng Giáng thủy trung bình mm (inches) | 7.8 (0.31)                            | 7.4 (0.29)                            | 17.7 (0.70)                           | 41.2 (1.62)                           | 64.7 (2.55)                           | 71.0 (2.80)                           | 60.7 (2.39)                           | 45.7 (1.80)                           | 34.1 (1.34)                           | 27.6 (1.09)                           | 15.5 (0.61)                           | 9.2 (0.36)                            | 402.6 (15.86)                         |
| Nguồn: CMA                              |                                       |                                       |                                       |                                       |                                       |                                       |                                       |                                       |                                       |                                       |                                       |                                       |                                       |